# Kościół Marcina Lutra w Bielsku-Białej
Kościół im. dra Marcina Lutra w Bielsku-Białej – zabytkowy kościół ewangelicko-augsburski położony w Bielsku-Białej, w dzielnicy Biała Krakowska, przy ul. Staszica (w narożu pl. Wojska Polskiego). Jest kościołem parafialnym (parafia Marcina Lutra) i należy do diecezji cieszyńskiej.
Parafia ewangelicka w Białej powstała w 1782 r. po ogłoszeniu przez cesarza Józefa II Habsburga patentu tolerancyjnego dla ewangelików. Drewniana świątynia została zbudowana w miejscu istniejącego od początku XVIII w. cmentarza ewangelickiego, który został zastąpiony przez cmentarz przy ul. Piłsudskiego.
Kilka miesięcy później rozpoczęto budowę nowego, murowanego kościoła, którą ukończono w roku 1788. Został zbudowany w stylu klasycystycznym według planów myślenickiego inżyniera obwodowego Breuninga, przez bialskiego budowniczego – Jana Feuerabenda. Był to pierwszy kościół protestancki w Galicji. Od początku posiadał wieżę z dzwonem, co było dozwolone w Galicji, ale nie m.in. na Śląsku Austriackim.

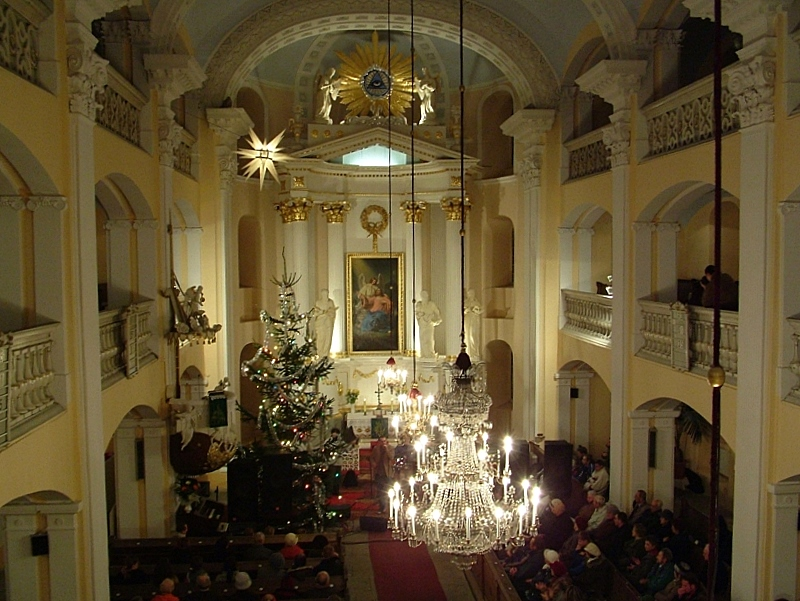
Wnętrze kościoła

W latach 1832–1835 znacznie przebudowano wnętrze (m.in. drewniane chóry zastąpiono dwukondygnacyjnymi, murowanymi emporami, na których wsparto sklepienia). Z czasów tej przebudowy pochodzi większość białego, klasycystycznego wyposażenia kościoła, które doskonale zachowało się do czasów współczesnych.
Ozdobą świątyni jest drewniany ołtarz z 1835 r. wykonany przez krakowskiego rzeźbiarza Joachima Korneckiego. Jest to portyk wsparty na czterech kolumnach korynckich z ogromnymi postaciami czterech ewangelistów. Rzeźby są wykonane z drewna tak wypolerowanego, że wyglądają jak porcelanowe. U szczytu ołtarza znajduje się Oko Opatrzności Bożej, a w części środkowej – obraz Jezus w Ogrojcu, namalowany w 1837 r. przez wiedeńskiego malarza Dornhäusera.
W 1848 r. w kościele zainstalowano klasycystyczne organy z ruchomymi figurami i 1550 piszczałkami o wielkości od 1 cm do 5 m, wykonane w wytwórni Karola Kuttlera w Opawie. Stanowią one zabytek klasy europejskiej.
Do innych zabytkowych elementów wyposażenia świątyni zaliczają się: kryształowy żyrandol z 1833 r., ambona z 1833 r. ozdobiona postaciami rybaków wyciągających sieć, chrzcielnica z 1817 r. oraz sztukaterie w nawie głównej z 1832 r. autorstwa Jana Friedla z Opawy.
W sąsiedztwie kościoła znajdują się:
- secesyjna Kamienica Pod Żabami z 1905 r.
- budynek plebanii wybudowany przez Jana Feuerabenda z 1782 r. i gruntownie przebudowany w latach 70. XIX w. w stylu klasycystyczno-barokowym
- gmach Szkoły Podstawowej nr 10 wybudowany w 1870 r. w stylu neorenesansowym przez bialskiego architekta Emanuela Rosta